# Trzewiczek
Trzewiczek – dawna osada, obecnie część miasta Sławków województwie śląskim, w powiecie będzińskim.
Miejscowość położona jest w Sławkowie na granicy z Dąbrową Górniczą. Od zachodu graniczy z jej dzielnicą Rudną, a od wschodu z częścią Sławkowa - Ciołkowizną. Od południa graniczy z bazą przeładunku rud. Stanowi część ulicy Jodłowej. Znajduje się blisko stacji kolejowej Dąbrowa Górnicza Wschodnia.
Pochodzenie nazwy miejscowość wraz z dwoma innymi podsławkowskimi osadami - Grońcem i Kozibrodkiem wyjaśniane jest w lokalnej legendzie o lipie mongolskiej. Jednak pochodzenie ich nazw nie jest takie jak przedstawiane w legendzie. Groniec i Trzewiczek to nazwy osobowe typowe dla tego obszaru. Od nich pochodzą nazwy tych osad.
Na początku XX wieku była to niewielka osada złożona z 2 gospodarstw. W 1933 roku liczba ludności w osadzie wynosiła 7 osób. W 1954 roku liczba wzrosła do 9. W latach 70 liczba posiadłości wzrosła do 8. Kilka lat później wybudowano w bezpośrednim sąsiedztwie bazę przeładunku rud.

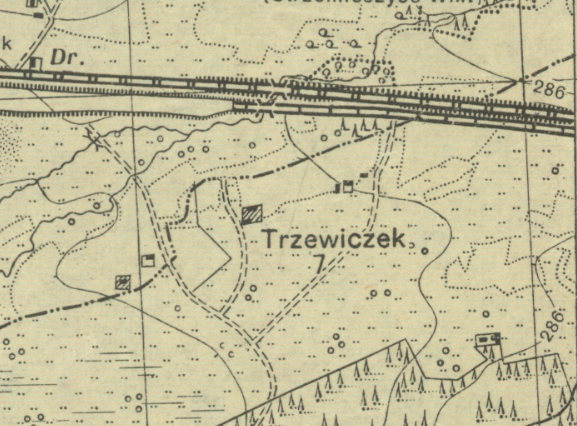
Osada na mapie z 1933 roku